# Allantodia crenata
Allantodia crenata là một loài thực vật có mạch trong họ Woodsiaceae. Loài này được (Sommerf.) Ching miêu tả khoa học đầu tiên năm 1965.